# Marek Janků
Marek Janků (* 10. srpna 1976) je bývalý český fotbalista, brankář.

## Fotbalová kariéra
V lize hrál za SK Sigma Olomouc. V české lize nastoupil v 1 utkání. Ve druhé lize hrál i za 1. HFK Olomouc. Dále působil i v Baníku Ratíškovice a v Zábřehu.

## Ligová bilance
| Ročník                          | Zápasy | Góly | Klub             |
| ------------------------------- | ------ | ---- | ---------------- |
| 1. česká fotbalová liga 1994/95 | 1      | 0    | SK Sigma Olomouc |
| CELKEM                          | 1      | 0    |                  |